# Bungie
Bungie (читається Банджі) — американська компанія-розробниця відеоігор. Заснована в травні 1991 під назвою Bungie Software Products Corporation двома студентами Чиказького університету Алексом Серопяном і Джейсоном Джонсом. Спочатку розташована в Чикаго, компанія почала розробляти ігри на комп'ютерів Macintosh, з-поміж яких особливо відомі ігри серії Marathon, Myth та Oni.
У 2000 компанія Microsoft придбала Bungie і її поточний проект Halo: Combat Evolved був перетворений на шутер від першої особи і був включений в початковий список ігор для нової консолі Microsoft Xbox. Halo стала лідером продажів для цієї консолі, і гра з її продовження була продана багатомільйонним тиражем. 5 жовтня 2007 року, Bungie оголосила, що вона відокремиться від Microsoft і стане приватною незалежною компанією Bungie LLC. Незважаючи на відкол від своєї батьківської компанії, студія як і раніше розробляє продукти для Microsoft. У квітні 2010 року компанія підписала десятирічну видавничу угоду з Activision. Їхнім першим проєктом став шутер від першої особи Destiny, за яким вийшов Destiny 2. В січні 2019 року Bungie повідомила про припинення цього партнерства, і візьме на себе подальше видання Destiny.

## Історія

### Створення
Компанію Bungie було засновано в травні 1991 року Алексом Серопяном і Джейсоном Джонсом. Назва студії «Bungie» — це предмет для суперечок. Вважається, що вона походить від якогось брудного жарту. Припускається, що «bungie» — це щось на кшталт «тумба-юмба». За даними «Marathon Scrapbook» засновник компанії Алекс Серопян «дуже багато думав, як назвати свою компанію, в результаті він зупинив свій вибір на „Bungie“, тому це „звучало кумедно“».
Перша гра студії називалася Gnop! (слово Pong навпаки) і поширювалася безкоштовно. Команда стала розробляти свої ігри для платформи Macintosh, а не для PC з ОС Windows, тому що ринок Macintosh був тоді відкритішим і Джонс змалку був знайомий з їхніми комп'ютерами. Після Gnop! Bungie зайнялася розробкою Operation Desert Storm, яка розійшлася тиражем 2500 копій, а в 1992 році вийшла RPG Minotaur: The Labyrinths of Crete, продана таким же тиражем.
Потім Bungie почала розробку своєї першої 3D ігри, Pathways into Darkness, яка вийшла в 1993 році. Pathways була розроблена двома людьми: Джейсоном Джонсом і його другом Коліном Брендта. Гра завоювала популярність, і привернула до компанії увагу і кошти. Незабаром Bungie переїхала у свою першу студію. Мартін О'Донел згадував, що студія «жахливо пахла» і нагадувала атмосферу з Silent Hill.

### Marathon, Myth і Oni
Наступний проєкт Bungie починався як сіквел Pathway into Darkness, але він у ході розробки перетворився на футуристичний шутер від першої особи, названий Marathon. Перша гра мала успіх і було вирішено зробити продовження, Marathon 2, яка пізніше стала першою грою, розробленої Bungie для Windows 95. У серії цих ігор вперше з'явилися такі елементи, як кооперативний режим, які перейшли в наступні ігри студії.
Завдяки успіху Bungie виникло велике співтовариство розробників, а ігри поширювалися через BBS. Після успіху Marathon, студія випустила серію ігор «Myth». У цих іграх робився акцент на управління тактичними одиницями, на противагу моделі збору ресурсів в інших бойових стратегіях. Ігри «Myth» отримали декілька нагород і породили величезну й активну онлайн спільноту, як і серія Marathon. У 1997 році Bungie заснувала другу студію в штаті Каліфорнія під назвою Bungie West. Перша і єдина гра, розроблена в Bungie West, була Oni, яка вийшла для Mac, PC і Playstation 2.

### Halo і покупка Microsoft
У 1999 анонсувала свій наступний проєкт, Halo — шутер від третьої особи для Windows і Macintosh. Перше публічне представлення Halo відбулося на Macworld Expo 1999, гру анонсував Стів Джобс (після закритої демонстрації на E3 в 1999).
Влітку 2000 компанію придбала Microsoft. Bungie стала незалежною студією в складі Microsoft Game Studios. Велика частина співробітників, близько 50 осіб, продовжили роботу в Редмонді. Права на Myth перейшли до Take Two.
В рамках франшизи Halo було продано за підрахунками компанії понад 18 мільйонів екземплярів ігор.

### Незалежність студії
1 жовтня 2007 року було опубліковано спільний прес-реліз Microsoft і Bungie про те, що студія відділяється від материнської компанії і формує компанію з обмеженою відповідальністю Bungie, LLC. За умовами угоди, Microsoft залишала за собою невелику частину в частці володіння компанією і продовжує брати участь у видавництві і просуванні ігор серії Halo і майбутніх проєктів студії. Права на інтелектуальну власність Halo залишаються за Microsoft.
29 квітня 2010 року Bungie підписала 10-річний контракт з Activision Blizzard на видавництво ігор студії. Згідно нього ж 11 січня 2019 року Bungie оголосила про розірвання співпраці з Activision Blizzard.

### Придбання Sony
Sony Interactive Entertainment 31 січня 2022 року анонсувала придбання Bungie за $3,6 млрд. Блог PlayStation пояснив, що Bungie залишиться незалежною і її стосунки з Sony матимуть характер співпраці.

## Розроблені ігри
| Рік  | Назва                             | Платформа                                                                           |
| ---- | --------------------------------- | ----------------------------------------------------------------------------------- |
| 1991 | Operation: Desert Storm           | Classic Mac OS                                                                      |
| 1992 | Minotaur: The Labyrinths of Crete | Classic Mac OS                                                                      |
| 1993 | Pathways into Darkness            | Classic Mac OS                                                                      |
| 1994 | Marathon                          | Apple Pippin (у складі Super Marathon), Classic Mac OS                              |
| 1995 | Marathon 2: Durandal              | Apple Pippin (у складі Super Marathon), Classic Mac OS, Microsoft Windows, Xbox 360 |
| 1996 | Marathon Infinity                 | Classic Mac OS                                                                      |
| 1997 | Myth: The Fallen Lords            | Classic Mac OS, Microsoft Windows                                                   |
| 1998 | Myth II: Soulblighter             | Classic Mac OS, Microsoft Windows                                                   |
| 2001 | Oni                               | Classic Mac OS, macOS, Microsoft Windows, PlayStation 2                             |
| 2001 | Halo: Combat Evolved              | macOS, Microsoft Windows, Xbox, Xbox One                                            |
| 2004 | Halo 2                            | Microsoft Windows, Xbox, Xbox One                                                   |
| 2007 | Halo 3                            | Xbox 360, Xbox One, Microsoft Windows                                               |
| 2009 | Halo 3: ODST                      | Xbox 360, Xbox One, Microsoft Windows                                               |
| 2010 | Halo: Reach                       | Xbox 360, Xbox One, Microsoft Windows                                               |
| 2014 | Destiny                           | PlayStation 3, PlayStation 4, Xbox 360, Xbox One                                    |
| 2017 | Destiny 2                         | Microsoft Windows, PlayStation 4, Xbox One, Stadia                                  |
| TBA  | Matter                            | Microsoft Windows                                                                   |